# 拉尔根杰
拉尔根杰（Lalganj）是印度比哈尔邦瓦伊沙利縣的一个城镇。2001年总人口29,847人。

## 人口
该地2001年总人口29847人，其中男性15581人，女性14266人；0—6岁人口5438人，其中男2833人，女2605人；识字率51.19%，其中男性为59.80%，女性为41.79%。